# Olimpio Paolinelli
Olimpio Paolinelli (Piegaio, 15 novembre 1936) è un ex ciclista su strada italiano.
Fu ciclista professionista tra gli anni sessanta e settanta, correndo due edizioni del Giro di Lombardia.
Dalla fine degli anni sessanta Paolinelli iniziò a dedicarsi anche alla corsa in montagna, cogliendo nel 1972, 1973 e 1975 il titolo italiano in staffetta assieme a Santi e Tagliasacchi. In seguito a questi successi Paolinelli venne più volte convocato nella nazionale italiana.

## Piazzamenti

### Classiche monumento
- Giro di Lombardia

1961: 33º
1962: 42º